# كامينا (مدينة)
كامينا (بالإسبانية: Camiña) هي بلدية تقع في تشيلي في تاراباكانا. يقدر عدد سكانها بـ 1,156 نسمة ومساحتها 2,200.2 كم2 وترتفع عن سطح البحر 2,406 متر.